# تاو² دلو
تاو² دلو یک ستاره است که در صورت فلکی دلو قرار دارد.